# ファブリ世界名画集
『ファブリ世界名画集』（ファブリせかいめいがしゅう）は、平凡社から1969年から1974年にかけて刊行された美術家の選集である（全100巻）。
同時期、1972年から1973年にかけて全20巻の『ファブリ世界彫刻集』（ファブリせかいちょうこくしゅう）も刊行された。

## ファブリ世界彫刻集
1. ドナテロ
2. ミケランジェロ
3. ジャン・ロレンツォ・ベルニーニ
4. ジャン＝バティスト・カルポー
5. オーギュスト・ロダン
6. エミールー・アントワーヌ・ブールデル
7. アリスティド・マイヨール
8. エドガー・ドガ
9. オシップ・ザッキン
10. ウンベルト・ボッチョーニ
11. コンスタンティン・ブランクーシュ
12. パブロ・ピカソ
13. アンリ・ローランス
14. アーキペンコ
15. ジャン・アルプ
16. アントワーヌ・ペヴスネル
17. マリノ・マリーニ
18. ジャコメッティ
19. マンズー
20. ヘンリー・ムーア